# Neta Bahcall
Neta Bahcall (en hébreu : נטע אסף בקל ; née en 1942) est une astrophysicienne et cosmologiste israélienne spécialisée dans la matière noire, la structure de l'Univers, les quasars et la formation des galaxies. Bahcall est professeur d'astronomie Eugene Higgins à l'université de Princeton.

## Jeunesse et éducation
Neta Assaf Bahcall est née en 1942. Lorsqu'elle grandissait en Israël, elle souhaitait initialement faire des études de médecine. Cependant, n’étant pas l’enfant d’un médecin, elle n’en serait pas capable. Elle a obtenu une licence en physique et en mathématiques à l'université hébraïque de Jérusalem en 1963. En 1965, elle a obtenu sa maîtrise en physique à l'Institut Weizmann. En 1970, Bahcall a obtenu son doctorat en astrophysique à l'université de Tel Aviv.

## Carrière
De 1970 à 1971, Bahcall était chercheur en physique au California Institute of Technology. La même année où elle a obtenu son doctorat, elle a commencé à travailler à l'Université de Princeton, où elle est professeur d'astrophysique à plein temps depuis 1989. Entre 1971 et 1983, elle a été assistante de recherche auprès d'un astrophysicien de recherche principal. De 1983 à 1989, elle a été chef de la branche générale de soutien aux observateurs et chef du bureau de sélection des programmes scientifiques au Space Telescope Science Institute, où elle a choisi quels programmes scientifiques auraient accès Hubble. Elle a également été directrice du Conseil pour la science et la technologie de Princeton de 2000 à 2008.
Grâce au télescope spatial Hubble, elle a cartographié l'emplacement et la structure de diverses galaxies. L'une de ses contributions les plus importantes au domaine de l'astrophysique fut ses calculs de la masse de l'univers.
En 1997, Bahcall a été élu membre de l'Académie nationale des sciences. Elle a été conférencière pour de nombreuses organisations, dont le Symposium Nobel à Stockholm en 1998. Bahcall a été membre de longue date et vice-présidente de l'Union américaine d'astronomie de 1995 à 1998. Bahcall a également été membre de : la National Astronomy and Astrophysics Comité consultatif (2003 à 2007), le Space Telescope Institute Council (1993 à 1997), le Comité national américain de l'UAI (1998 à 2004), le Comité consultatif scientifique du Sloan Digital Sky Survey (1990 à 1995), le Comité des relations internationales de l'American Institute of Physics (1990-1993) et a été président du Comité de l'AAS sur le statut de la femme en astronomie (1983). Elle a reçu un doctorat honorifique de l'université d'État de l'Ohio en 2006.

## Vie personnelle
Neta était mariée à John Bahcall, professeur à l'Institute for Advanced Study et également astrophysicien, jusqu'à sa mort en 2005. Les deux collaborateurs étaient fréquents, publiant plus de 20 articles avec comité de lecture en tant que co-auteurs. John et Neta Bahcall ont eu trois enfants, qui ont tous obtenu un doctorat en sciences.
Interrogée sur ses opinions religieuses et sa croyance en Dieu, Bahcall a déclaré : « Je ne suis pas très religieuse, mais je suis très juive … Je combine la science que je pratique avec la question religieuse sur Dieu dans le sens où toutes les lois de la physique qui a créé l'Univers et l'énorme quantité de beauté de l'Univers représente la connexion avec Dieu. ».

## Prix et distinctions
- Récipiendaire du Henry Norris Russell Lectureship de l'Union américaine d'astronomie en janvier 2024[7]
- Élu Membre honoraire de l'Union américaine d'astronomie en 2020[8]
- Prix Cecilia Payne-Gaposchkin, Université Harvard (2013)
- Chaire de recherche distinguée, Institut Périmètre de physique théorique, Ontario, Canada (2009 à 2013)
- Diplôme honorifique, docteur en sciences, Université d'État de l'Ohio (2006)
- Membre, Académie nationale des sciences, États-Unis (élu en 1997)

## Œuvres sélectionnées
- Neta A. Bahcall, Jeremiah P. Ostriker, Saul Perlmutter et Paul J. Steinhardt, « The Cosmic Triangle: Revealing the State of the Universe », Science, vol. 284, no 5419,‎ 1999, p. 1481–1488 (DOI 10.1126/science.284.5419.1481, Bibcode 1999Sci...284.1481B, arXiv astro-ph/9906463v4, S2CID 15271568, lire en ligne [PDF])
- N.A Bahcall et R. Cen, « Galaxy clusters and cold dark matter-A low-density unbiased universe? », The Astrophysical Journal Letters, vol. 398,‎ 1992, L81-L84 (DOI 10.1086/186582, Bibcode 1992ApJ...398L..81B)
- N.A Bahcall et R. Cen, « The Mass Function of Clusters of Galaxies », The Astrophysical Journal, vol. 407,‎ 1993, L49-L52 (DOI 10.1086/186803, Bibcode 1993ApJ...407L..49B)